# لويد أولين
لويد أولين (بالإنجليزية: Lloyd Ohlin)‏ هو عالم اجتماع أمريكي، ولد في 27 أغسطس 1918 في بيلمونت في الولايات المتحدة، وتوفي في 6 ديسمبر 2008 بسبب ضمور جهازي متعدد.